# Reynosia regia
Reynosia regia är en brakvedsväxtart som beskrevs av Ignatz Urban och Ekman. Reynosia regia ingår i släktet Reynosia och familjen brakvedsväxter. Inga underarter finns listade i Catalogue of Life.